# Вільхівщинський заказник
Вільхі́вщинський зака́зник — ландшафтний заказник загальнодержавного значення в Україні. Розташований у межах Полтавського району Полтавської області, між селами  Василівка та Вербове, що на схід від міста Полтави. 
Площа 1030 га. Створений відповідно до Постанови Ради Міністрів УРСР від 25.02.1980 № 132. Відповідно до постанови Кабінету Міністрів України від 12.10.1992 № 584 «Про зміну деяких рішень Уряду України у зв'язку з прийняттям Закону України «Про природно-заповідний фонд України» заказник визначено як ландшафтний заказник загальнодержавного значення. 
Заказник розташований на території Черкасівської, Коломацької, Василівської сільських рад Полтавського району Полтавської області. Територія Заказника не вилучається у землевласників, на землях яких він розташований, а саме:

Черкасівської сільської ради — 618,9 гектара;

Коломацької сільської ради — 283,2 гектара;

Василівської сільської ради — 127,9 гектара.
Статус надано для збереження цінного болотного масиву в заплаві річки Коломак. Рослинність представлена великою кількістю осоки та рогозу, зрідка трапляється оман високий — цінна лікарська рослина. Решту території займає лучна рослинність. Найбільшого поширення серед них набули костриця східна, осока розставлена. Ліси (мішані, листяні з переважанням в'яза, тополі, клена польового) трапляються смугами в заплаві й на терасах. З рідкісних рослин є вольфія безкоренева, пухирник звичайний. 
У заказнику нараховано близько 63 видів представників фауни: курочка водяна, бугай, бугайчик, чапля руда, крижень, чирок-тріскунок, лунь очеретяний, пастушок, бекас, ремез, плиска біла. В сезон міграції кількість птахів подвоюється, і в цей час можна побачити ряд рідкісних видів: лебідь-шипун, шуліка чорний, дупель. 
Ссавці у водно-болотному середовищі представлені такими тваринами: полівка водяна, ондатра, інколи єнотоподібний собака, бобер, видра. 
Багатою і різноманітною є фауна луків, найпомітнішу і найрізноманітнішу частку становлять птахи: перепел, деркач, вівсянка очеретяна, куріпка сіра, чайка, сова болотяна, орел-карлик. Ссавці представлені тільки полівкою східноєвропейською і зайцем-русаком. 
У заказнику гніздується рідкісний вид птахів — журавель сірий, занесений до Червоної книги України.